# ناحیه کالدونیا (شهرستان آلکونا، میشیگان)
ناحیه کالدونیا (به انگلیسی: Caledonia Township) یک منطقهٔ مسکونی در ایالات متحده آمریکا است که در شهرستان آلکونا، میشیگان واقع شده‌است.
 ناحیه کالدونیا  ۱٬۱۶۱ نفر جمعیت دارد و ۲۶۴ متر بالاتر از سطح دریا واقع شده‌است.